# Tart-le-Bas
 Tart-le-Bas  es una población y comuna francesa, en la región de Borgoña, departamento de Côte-d'Or, en el distrito de Dijon y cantón de Genlis.

## Demografía
| 162 | 157 | 155 | 205 | 211 | 195 |
| Para los censos de 1962 a 1999 la población legal corresponde a la población sin duplicidades (Fuente: INSEE [Consultar]) |     |     |     |     |     |